# Franconville (Dolina Oise)
Franconville – miejscowość i gmina we Francji, w regionie Île-de-France, w departamencie Dolina Oise.
Według danych na rok 1990 gminę zamieszkiwały 33 802 osoby, a gęstość zaludnienia wynosiła 5461 osób/km² (wśród 1287 gmin regionu Île-de-France Franconville plasuje się na 65. miejscu pod względem liczby ludności, natomiast pod względem powierzchni na miejscu 599.).

## Współpraca
- Viernheim, Niemcy
- Potters Bar, Wielka Brytania
- Mława, Polska